# Wicca tamerana
La palabra Tamerana (en inglés Tameran) viene de “Ta-Mery-Ra”, significa “La Amada Tierra de Ra” o de una frase de similar significado “Tierra de Dos Riveras de Río”. La Wicca Tamerana es una variación del Kemetismo o Reconstruccionismo Pagano Egipcio, adaptado a la estructura de la religión Wicca, interesado en interactuar con el Netjer (Dios). Así que la Wicca Tamerana no es más que la tradición que adoran a los Dioses egipcios y siguen tradiciones egipcias. La cantidad de influencia Tamerana depende del practicante, algunos se acercan más al Kemetismo y otros más a la Wicca.

## Origen e historia
El origen de la Wicca Tamerana aún es incierto, pero se considera que sería nombrada por primera vez en el libro “Circle of Isis”, escrito por Ellen Cannon Reed, donde lo usa con una palabra egipcia que significa Tierra Amada.
Por otro lado, su estructura basada en la Wicca también desempeña un papel fundamental en su surgimiento, nutrido del Kemetismo o reconstruccionismo egipcio, sin embargo, su nacimiento en específico aún es desconocido.

## Creencias y prácticas

#### Deidades
Para los seguidores de la rama Tamerana, el Dios y la Diosa no son dos, dado que no es una religión que se rija bajo el concepto de dualidad teísta, como sucede en general en la mayoría de las tradiciones de la Wicca. Contiene una estructura que incluye a una gran variedad de deidades procedentes del Antiguo Imperio, donde los dioses son llamados bajo los nombres originales egipcios como sucede en el kemetismo.

#### Festividades y celebraciones
Otro de los aspectos mediante los cuales la Wicca Tamerana se distingue de la Wicca, tiene que ver con las festividades, dado que son muy distintas de ella. Aunque si bien aparecen conceptos ligados a las estaciones, por ejemplo, sí aparece relación con la luz y la oscuridad, dado que son cambios que rigen la rueda del año. Sus prácticas siguen incluyendo las ceremonias diarias, las libaciones y las ofrendas. Por otro lado, los elementos de la naturaleza no toman importancia en la práctica y formación del Círculo, pues son reemplazados por los hijos de Horus, quienes tienen asignado un punto cardinal de manera individual, aunque algunos practicantes deciden tomar los elementos.

## Confusión habitual: ¿Wicca o no?
Una duda que suele surgir es si esta tradición se trata de una rama de la Wicca o no, ya que pese a que su base y estructura sea la wiccana, su sistema de creencias nada tiene que ver con el de Gerald Gardner.

## Relación con la Wicca
Al ser una estructura wiccana, tiene una fuerte relación con muchas de sus prácticas, esencialmente, por lo que sus seguidores celebran los Sabbats y los Esbats. Adicional a ello, también traza el Círculo mágico y usan muchas de las herramientas de la wicca.
Pese a esta gran incorporación de los elementos del Wicca, la Wicca Tamerana se centra en el panteón egipcio. Observan a Sol y a la Luna como figuras masculina y femenina, así como lo veían los egipcios. Por ello también suelen llevar a cabo rituales Senut, y cada Sabbat se forma alrededor de uno de los mitos egipcios.
Las libaciones se hacen con agua fresca y al igual que muchas otras tradiciones de la Wicca, realizan ofrendas de incienso y fuego, así como de comida orientadas al Netjer, la cual posteriormente es consumida por el practicante.

## Símbolos Tameranos
Los símbolos más especiales de esta tradición son el Ankh, un símbolo de la vida usado en el Antiguo Egipto. Además de este, también se recurre al Ojo de Horus, considerado como el ojo que todo puede verlo. Y finalmente, otro de los elementos que distingue a esta tradición, el Libro egipcio de los muertos, el cual es usado para recoger hechizos y llevarlos a la práctica, sin embargo, en la Wicca Tamerana no es conocido como el Libro de los Muertos sino que, este nombre fue sustituido por “El Libro de la Salida de la Luz del Día”.